# Janine Solane
Janine Solane (6 gennaio 1912 – 17 aprile 2006) è stata una ballerina e coreografa francese, oltre che insegnante di danza.

## Biografia
Figura importante della danza degli anni quaranta, aveva studiato danza classica, danza espressionista e lo stile di Isadora Duncan, elaborando in seguito un linguaggio coreografico personale, detta danse classique naturelle, in rapporto stretto con la musica.
Nel 1932, aprì una scuola denominata Maîtrise de danse Janine Solane. Grande solista, espresse dei personaggi forti come Giovanna d'Arco, come « sculture in movimento », secondo l'espressione del coreografo Dominique Dupuy, ed era anche una eccellente trascinatrice di gruppo. Dopo la seconda guerra mondiale, dette regolarmente dei gala al Théâtre de Chaillot, presentando degli spettacoli che radunavano in scena intorno a 150 ragazze.
Janine Solane creò dei grandi affreschi coreografici sulla musica di sinfonie classiche come la Sinfonia pastorale di Beethoven o la passacaglia e tema fugato in do minore di Bach. I suoi soli legami con Giovanna d'Arco furono le feste di Reims alle quali era invitata a partecipare. La sua fede l'avvicinava più a sant'Agostino, il suo amore per la libertà ad Isadora Duncan, la sua passione per la musica andava in particolare a Bach.